# 罗马桥梁列表
这是罗马桥梁的不完整清单：
- 切斯提奥桥（公元前1世纪）

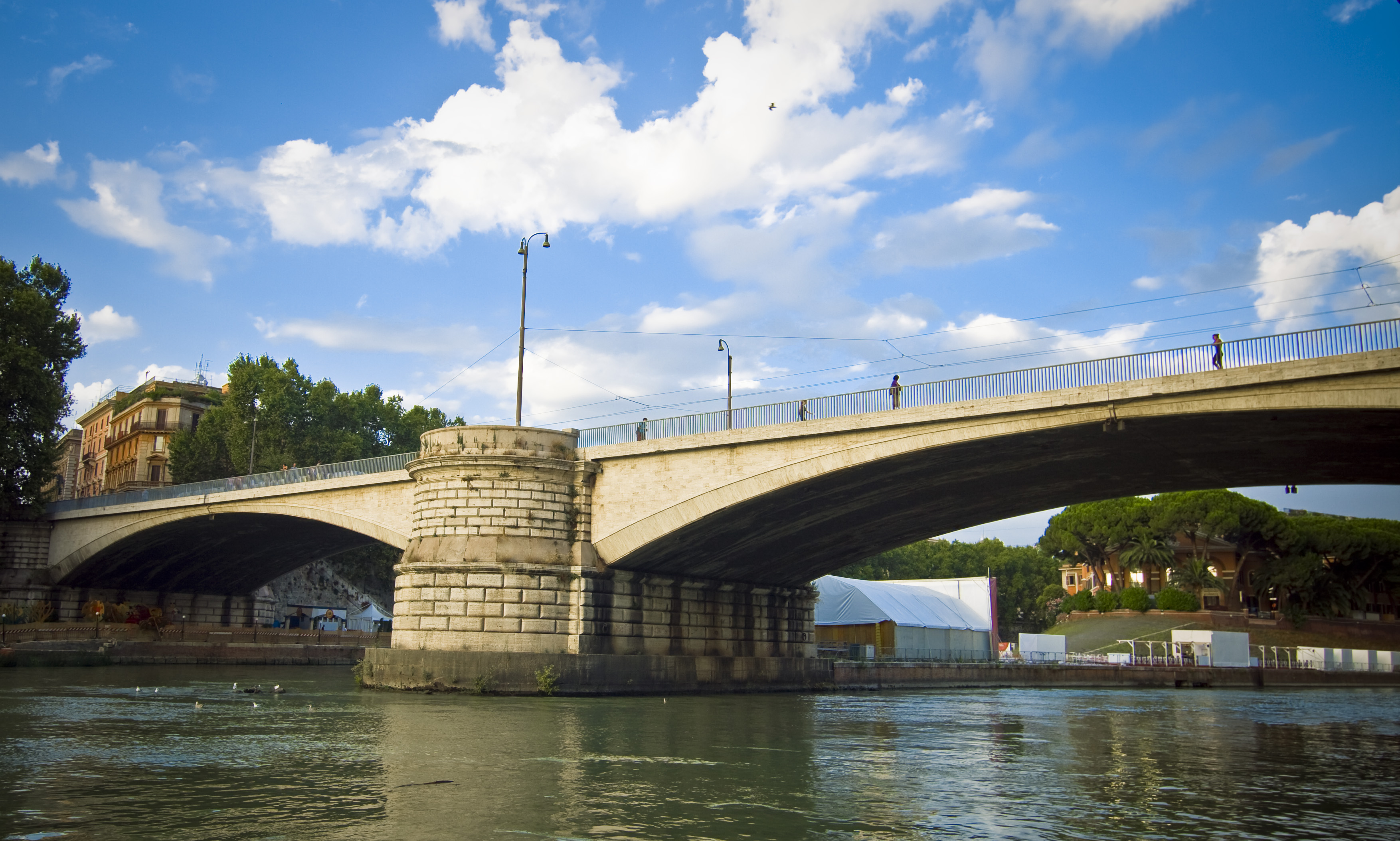
加里波第桥

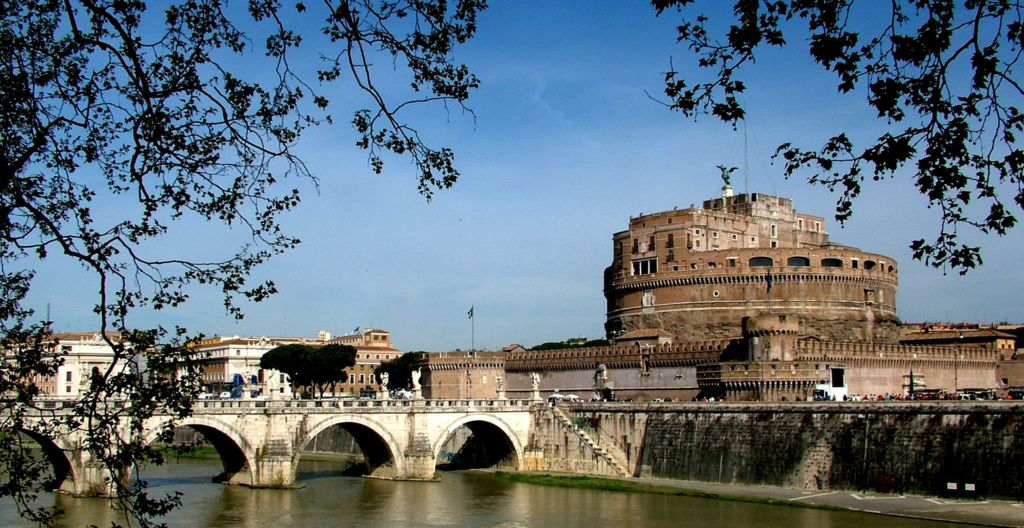
圣天使桥

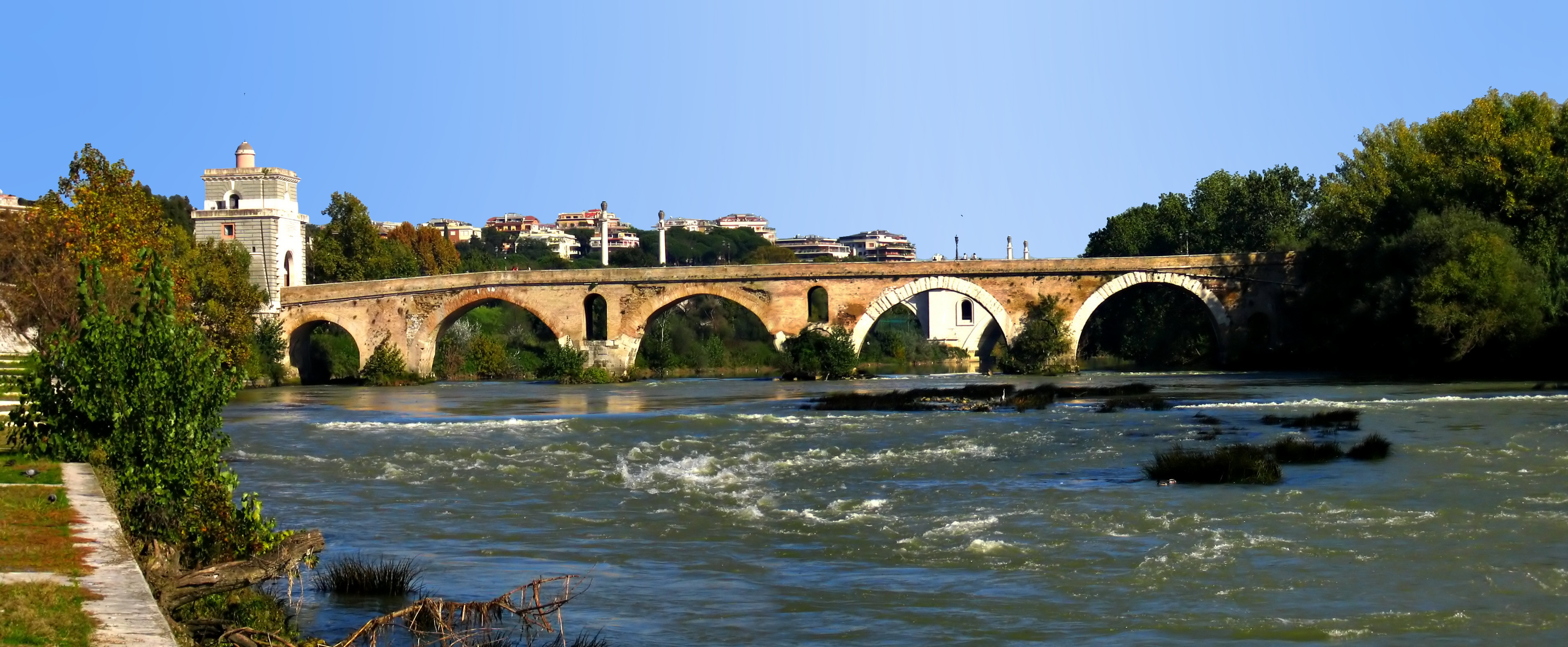
米尔维奥桥

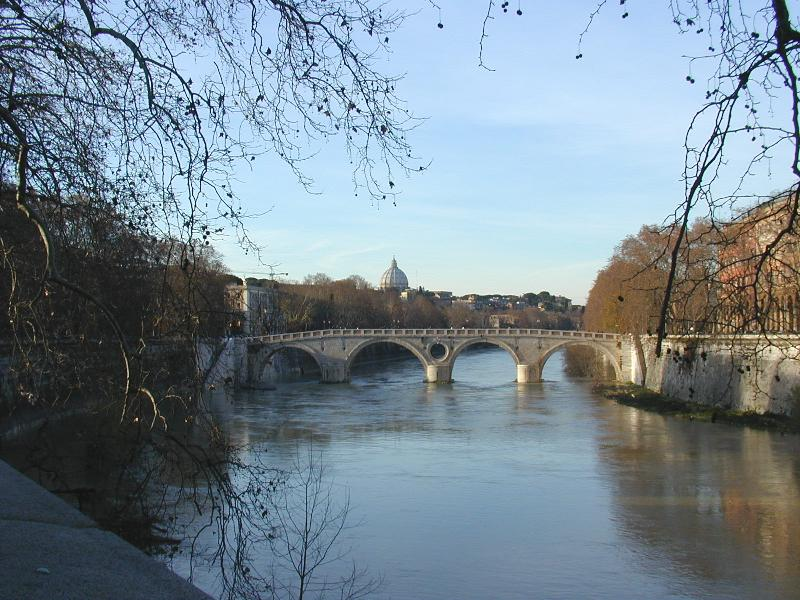
西斯都桥

- 米尔维奥桥（公元前207年；原名“莫洛桥”）
- 玛格丽塔王后桥 （1886-1891）
- 加富尔桥（1891-1896）
- 翁贝托一世桥（1885年）
- 圣天使桥（公元134年，原名“Pons Aelius（Ponte Elio）”）
- 维托里奥·埃马努埃莱二世桥 （1886-1911年）
- 奥斯塔公爵阿梅迪奥王子桥（1942年）
- 朱塞佩·马志尼桥（1904-1908）
- 西斯都桥（1473年至1479年）
- 加里波第桥（1888年）
- 法布里奇奥桥（公元前62年）
- 埃米利乌斯桥（Pons Aemilius，Ponte Emilio）又名“断桥”（Ponte Rotto）（公元前241年）
- 帕拉蒂诺桥（1886-1891），又名“英国桥”（Ponte inglese，Ponte degli inglesi）
- 阿文提诺桥（1914-1919）